# آيت مزالت (واولى)
آيت مزالت هي إحدى مشيخات المملكة المغربية، تتبع جغرافيا لإقليم أزيلال وإداريًا لواولى. يقدر عدد سكانها بـ 3062 نسمة حسب الإحصاء الرسمي للسكان والسكنى لسنة 2004.